# Polycricus didymus
Polycricus didymus är en mångfotingart som först beskrevs av Chamberlin 1915.  Polycricus didymus ingår i släktet Polycricus och familjen storjordkrypare. Inga underarter finns listade i Catalogue of Life.